# Trastorno de disregulación disruptiva del estado de ánimo
El trastorno de disregulación disruptiva del estado de ánimo (TDDEA) es un trastorno mental en niños y adolescentes caracterizado por un estado de ánimo persistentemente irritable o enfadado y estallidos de ira frecuentes que son desproporcionados a la situación y significativamente más graves que la reacción típica de sus pares de la misma edad. El TDDEA fue añadido al Manual diagnóstico y estadístico de los trastornos mentales, 5ta Edición (DSM-5) como un tipo de diagnóstico de trastorno del estado de ánimo para jóvenes. Los síntomas del TDDEA se asemejan a los de muchos otros trastornos, por lo que el diagnóstico diferencial incluye el trastorno por déficit de atención con hiperactividad (TDAH), el trastorno negativista desafiante (TND), los trastornos de ansiedad, el trastorno bipolar infantil, el trastorno explosivo intermitente (TEI), el trastorno depresivo mayor (TDM) y el trastorno de la conducta.
El TDDEA apareció por primera vez como trastorno en el DSM-5 en 2013 y está clasificado como un trastorno del estado de ánimo. Investigadores del Instituto Nacional de Salud Mental (INSM) desarrollaron el diagnóstico de TDDEA para diagnosticar con mayor precisión a jóvenes que podrían haber sido previamente diagnosticados con trastorno bipolar pediátrico y que no habían experimentado episodios de manía o hipomanía.
El diagnóstico requiere cumplir con los criterios establecidos por el DSM-5, que incluyen estallidos de ira frecuentes y graves varias veces por semana durante más de un año, observados en múltiples entornos. Los tratamientos incluyen medicación para manejar los síntomas del estado de ánimo, así como terapia individual y familiar para abordar habilidades de regulación emocional. Los niños con TDDEA corren riesgo de desarrollar depresión y ansiedad más adelante en la vida.

## Signos y síntomas
Los niños con TDDEA muestran estallidos de ira graves y recurrentes tres o más veces por semana. Estos estallidos pueden ser verbales o conductuales. Los estallidos verbales suelen ser descritos por los observadores como "ira", "ataques" o "berrinches". Los estallidos de ira varían entre los niños en tipo, naturaleza y entorno, por lo que es importante hablar con los padres sobre la naturaleza del estallido y sus desencadenantes. A diferencia de la irritabilidad que puede ser un síntoma de otros trastornos infantiles como el trastorno negativista desafiante (TND), los trastornos de ansiedad y el trastorno depresivo mayor (TDM), la irritabilidad mostrada por los niños con TDDEA no es episódica ni depende de la situación. En el TDDEA, la irritabilidad o el enojo es severo y se muestra la mayor parte del día, casi todos los días en múltiples entornos, durante uno o más años. En otras palabras, es importante distinguir entre la irritabilidad general y los berrinches que pueden ser episódicos y comunes en pacientes pediátricos, y la fácil provocación y las expresiones extremas de enojo como amenazar con matar, arrojar cosas o atacar a alguien, como se ve en el TDDEA. Aunque todos los niños pueden experimentar irritabilidad y frustración, los niños con TDDEA tienen dificultad para controlar el nivel de enojo y tienen reacciones desproporcionadas a la situación. Por ejemplo, un niño con TDDEA puede ponerse extremadamente alterado o emocional hasta el punto de tener estallidos intensos de ira con gritos o golpes después de que uno de los padres le pida que deje de jugar y haga la tarea. Estos niveles de estallidos ocurren varias veces por semana.
Además, la mayoría de los niños con TDDEA muestran síntomas que cumplen con los criterios del trastorno por déficit de atención con hiperactividad (TDAH), y una porción menor de niños con TDAH mostrará síntomas similares al TDDEA. Originalmente, un trastorno distintivo del cual se derivó el TDDEA, el trastorno grave de desregulación del estado de ánimo (TGDEA), requería al menos tres síntomas de "sobreexitación" como habla apresurada, fuga de ideas, comportamiento intrusivo, distractibilidad (tendencia a distraerse), insomnio y agitación, pero estos no están incluidos en los criterios más recientes del TDDEA.

### Comorbilidad
Las características centrales del TDDEA (estallidos de ira e irritabilidad crónica) a veces se observan en niños y adolescentes con otras condiciones psiquiátricas. Sin embargo, en los niños con TDDEA, las comorbilidades con otros trastornos psiquiátricos parecen ser extremadamente comunes, así como el rango de trastornos con los cuales estas pueden coexistir. Las comorbilidades comunes del TDDEA incluyen TDAH, trastorno depresivo mayor, trastornos de ansiedad, trastorno de la conducta y trastornos por uso de sustancias.

#### Trastorno por déficit de atención con hiperactividad
El trastorno por déficit de atención con hiperactividad (TDAH) es un trastorno del neurodesarrollo caracterizado por problemas de atención, hiperactividad, impulsividad o una combinación de los tres. El TDAH también está asociado con funcionamiento ejecutivo deteriorado, anormalidades estructurales y funcionales en partes del cerebro, como el frontal-estriatal, con mutaciones genéticas específicas. Los pacientes con TDDEA a menudo exhiben síntomas de TDAH debido a su falta de atención y tendencia a distraerse.

#### Trastorno depresivo mayor
El trastorno depresivo mayor (TDM) es un trastorno del estado de ánimo caracterizado por síntomas diarios o casi diarios de estado de ánimo deprimido o bajo durante todo o casi todo el día. El DSM-5 requiere que un individuo cumpla con 5 de 9 criterios durante al menos las últimas 2 semanas que causen un deterioro significativo en la vida diaria y no sean causados por otras condiciones médicas o uso de sustancias. El TDM a menudo se presenta de manera diferente al comparar niños y adultos. Los niños pequeños entre 3 y 8 años presentan quejas somáticas (por ejemplo, dolores de estómago), irritabilidad, ansiedad, problemas generales de comportamiento y menos de la tristeza típica comúnmente vista en adultos. Similar al TDAH, se encontró que desarrollar TDM en la adultez temprana estaba relacionado con la irritabilidad persistente durante la adolescencia temprana, lo que se puede ver en el TDDEA.

#### Trastorno de ansiedad
Los trastornos de ansiedad son una categoría amplia de trastornos que generalmente se caracterizan por un miedo excesivo (respuesta emocional a una amenaza inminente real o percibida) y ansiedad (la anticipación de una amenaza futura). Los objetos o situaciones que son las fuentes del miedo y la ansiedad que experimenta una persona, que a menudo pueden llevar a un comportamiento de evitación, se utilizan para caracterizar los diferentes trastornos de ansiedad. Con el TDDEA, la disregulación severa del estado de ánimo está asociada con tasas más altas de ansiedad y trastornos depresivos en el futuro.

#### Trastorno de la conducta
El trastorno de la conducta es un trastorno del comportamiento caracterizado por patrones repetidos y persistentes de comportamiento que violan los derechos de otros y desatienden las normas y reglas sociales principales. Aunque tanto el TDDEA como el trastorno de la conducta están asociados con comportamientos argumentativos y desafiantes, el TDDEA se diferencia claramente del trastorno de la conducta por el DSM-5. Los individuos con TDDEA experimentan una disregulación emocional severa no vista en el trastorno de la conducta. Además, el trastorno de la conducta se describe por una clara falta de remordimiento y daño físico repetido y amenazas de daño a personas o animales. La evidencia de trastorno de la conducta durante la infancia es uno de los criterios para un diagnóstico en adultos de trastorno de personalidad antisocial; sin embargo, los adultos con un diagnóstico continuo de trastorno de la conducta no necesariamente tienen trastorno de personalidad antisocial.

#### Trastorno por consumo de sustancias
Los trastornos por consumo de sustancias (TCS) abarcan una amplia gama de diagnósticos específicos, pero todos generalmente tienen las características de síntomas cognitivos, conductuales y fisiológicos que hacen que alguien continúe usando una sustancia a pesar de un deterioro significativo. Una característica destacada de los TCS es que cambian los circuitos cerebrales de tal manera que los cambios pueden persistir más allá de la desintoxicación. En general, sin embargo, examinar la comorbilidad de los TCS en el TDDEA es importante ya que puede estar vinculado a la automedicación para trastornos del estado de ánimo subyacentes o traumas. Sin embargo, aunque hay informes en muestras comunitarias y clínicas de comorbilidad de TCS con TDDEA, no ha habido un examen formal de este vínculo.

## Fisiopatología
Aunque no se ha realizado un estudio específico en niños con TDDEA, un grupo de investigación del INSM liderado por Ellen Leibenluft ha llevado a cabo estudios sobre niños con irritabilidad episódica y no episódica utilizando neuroimágenes. Más específicamente, estos estudios han utilizado medidas conductuales, neurocognitivas y fisiológicas que incluyen imagen por resonancia magnética funcional (IRMf), potenciales relacionados con eventos (ERP) y magnetoencefalografía (MEG). En general, los estudios han mostrado que hay cuatro dominios principales desregulados que causan disfunción, principalmente en los niveles de estrés con tareas frustrantes y el etiquetado emocional. Los dominios específicos incluyen regulación emocional y de atención deteriorada, mala interpretación de estímulos, sensibilidad deteriorada al contexto social y disfunción del sistema de recompensa. Por ejemplo, algunos estudios han mostrado que los jóvenes con TDDEA tienen problemas para interpretar las señales sociales y las expresiones emocionales de otros. Estos jóvenes pueden ser especialmente malos juzgando las exhibiciones emocionales negativas de otros, como sentimientos de tristeza, miedo y enojo.
Comparado con niños con trastorno bipolar y TDAH, estudios de IRMf sugieren que la subactividad de la amígdala, el área del cerebro que juega un papel en la interpretación y expresión de emociones y estímulos novedosos, está asociada con la desregulación vista en el TDDEA. Otros estudios usando IRMf también han mostrado que los niños con TDDEA tenían déficits en procesos atencionales tempranos de abajo hacia arriba y déficits en la activación de las regiones cerebrales asociadas con la atención espacial, el procesamiento de recompensas y la regulación emocional. La hipoactividad de la amígdala y los déficits en el proceso de atención temprana reflejan los encontrados en la depresión y el TDAH, respectivamente, explicando parcialmente la comorbilidad con estos trastornos. Además, los jóvenes con TDDEA mostraron una actividad marcadamente mayor en el giro frontal medial y la corteza cingulada anterior en comparación con otros jóvenes. Estas regiones cerebrales son importantes porque están involucradas en la evaluación y procesamiento de emociones negativas, el monitoreo del propio estado emocional y la selección de una respuesta efectiva cuando se está alterado, enfadado o frustrado. En conjunto, estas diferencias neuronales probablemente contribuyen al prolongado tiempo de recuperación después de experimentar frustración visto en niños con TDDEA, causando deterioro en la regulación emocional, las relaciones con iguales, la identificación de emociones negativas y la experiencia de mayor miedo al mirar rostros neutros.

## Diagnóstico

### Criterios diagnósticos del DSM-5

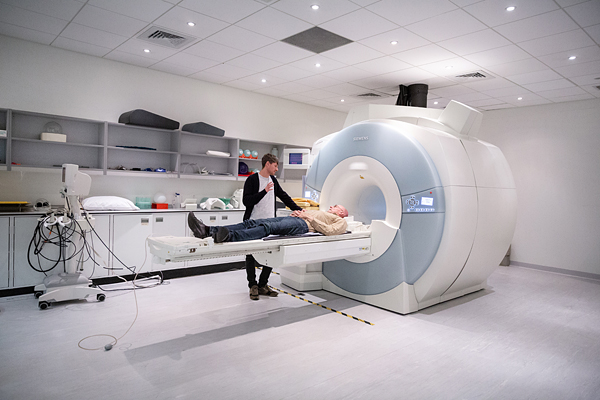
Máquina de IRMf

El DSM-5 incluye varios criterios diagnósticos adicionales que describen la duración, el entorno y el inicio del trastorno que deben cumplirse para hacer un diagnóstico. Cabe destacar que los estallidos del paciente deben estar presentes durante al menos 12 meses y ocurrir en al menos dos entornos (por ejemplo, hogar y escuela), y deben ser graves en al menos uno de los entornos. Los síntomas aparecen antes de los 10 años, y el diagnóstico debe hacerse entre los 6 y 18 años. Un resumen de los criterios es el siguiente:
- Criterio A: requiere estallidos severos y recurrentes que se manifiestan como rabia verbal o conductual que son extremadamente desproporcionados (en intensidad o duración) a la situación.[3]
- Criterio B: requiere que el estallido de ira sea inconsistente con el nivel de desarrollo del niño.[3]
- Criterio C: requiere que los estallidos ocurran 3 o más veces por semana, en promedio.[3]
- Criterio D: establece que el estado de ánimo entre los estallidos también es persistentemente irritable o enfadado la mayor parte del día y casi todos los días.[3]
- Criterio E: establece que los Criterios del A al D deben haber estado presentes durante 12 o más meses sin un período de 3 o más meses consecutivos donde no se cumplieran todos.[3]
- Criterio F: establece que los Criterios A y D deben estar presentes en al menos 2 de 3 entornos (hogar, escuela, allegados) y al menos 1 entorno debe tener síntomas graves.[3]
- Criterio G: establece que el TDDEA no debe diagnosticarse antes de los 6 años ni después de los 18 años por primera vez.[3]
- Criterio H: establece que los Criterios del A al E deben observarse en la historia del paciente antes de los 10 años.[3]
- Criterio I: establece que nunca debe haber habido un período de más de 1 día donde se cumplan los síntomas de manía o hipomanía (excepto el de duración), pero esto excluye momentos de elevación del estado de ánimo debido a una experiencia muy positiva o un evento próximo.[3]
- Criterio J: establece de que estos comportamientos no deben ocurrir exclusivamente durante episodios de TDM y no se explican mejor por otro trastorno mental.[3]
- Criterio K: establece que los síntomas no pueden ser causados por los efectos del consumo de sustancias, otra condición médica u otra condición neurológica.[3]

Cabe destacar que el TDDEA no puede coexistir con el trastorno negativista desafiante, el trastorno explosivo intermitente o el trastorno bipolar, pero puede coexistir con TDM, TDAH, trastorno de la conducta y trastornos por consumo de sustancias.

### Evaluación

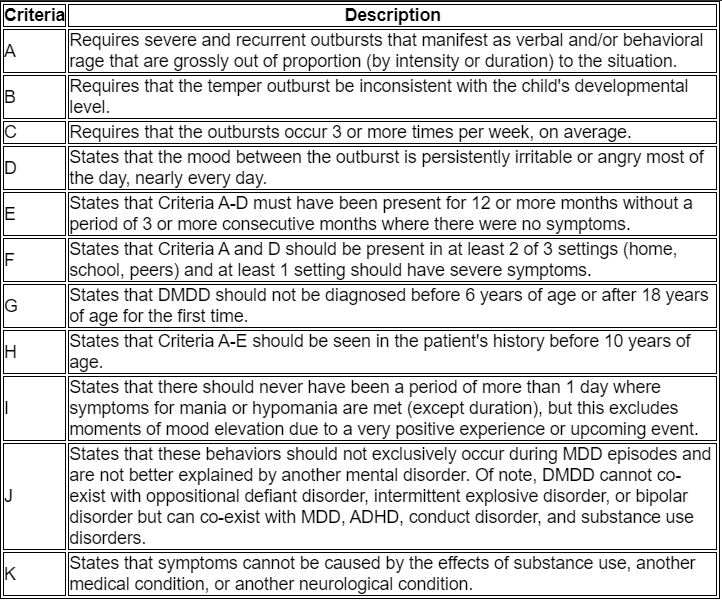
Criterios del DSM-5 para el TDDEA organizados en formato de tabla

La evaluación del TDDEA requiere que profesionales, generalmente un psiquiatra infantil o psicólogo, realicen evaluaciones psicosociales integrales para diferenciar un diagnóstico de TDDEA de otros trastornos depresivos y de ansiedad, con un enfoque particular en la naturaleza de la irritabilidad presente. Usualmente, un profesional usará entrevistas semiestructuradas para suscitar la "irritabilidad" causada por sentimientos de enojo o malhumor o fastidio en el niño. En cualquier caso, sin embargo, hay dificultad en medir esta "irritabilidad" ya que no se ha establecido un consenso ni escalas bien validadas. De hecho, son más escalas las usadas por padres y maestros que miden la frecuencia de los estallidos en lugar de la severidad. Otras escalas que capturan el comportamiento agresivo dependen en gran medida de formas de agresión física, lo cual no es requerido para un diagnóstico de TDDEA. Además, tiende a haber una discrepancia en cómo los especialistas interpretan la irritabilidad desde un criterio diagnóstico, así como una discrepancia en los informes de "estallidos de ira" entre padres y profesionales. Hasta ahora, el grupo de investigación del Instituto Nacional de Salud Mental (INSM) ha utilizado versiones del Cronograma para niños con trastornos afectivos y esquizofrenia en edad escolar (Kiddie Schedule for Affective Disorders and Schizophrenia for School-Aged Children) para realizar entrevistas y diagnosticar el TDDEA según los criterios del DSM-5.

### Diagnóstico diferencial
Diferenciar el TDDEA de otras condiciones puede ser difícil. Algunos trastornos que se asemejan mucho al TDDEA incluyen el trastorno por déficit de atención con hiperactividad, el trastorno negativista desafiante, los trastornos de ansiedad, el trastorno bipolar infantil, el trastorno explosivo intermitente, el trastorno depresivo mayor y el trastorno de la conducta. El TDAH, los trastornos de ansiedad, el TDM y el trastorno de la conducta se discutieron anteriormente ya que también pueden ser comorbilidades del TDDEA; sin embargo, el TND, el TEI y el trastorno bipolar no pueden diagnosticarse simultáneamente en pacientes con TDDEA según el Criterio J del DSM-5.

#### Trastorno negativista desafiante
El trastorno negativista desafiante (TND) es un trastorno del comportamiento disruptivo caracterizado por acciones oposicionistas, desafiantes y a veces hostiles dirigidas hacia otros, especialmente aquellos con autoridad. Aunque tanto el TND como el TDDEA tienen síntomas de estallidos e irritabilidad, difieren en términos de severidad, duración y omnipresencia, siendo el TDDEA más severo, de mayor duración y más frecuente, y causando deterioro en múltiples entornos. No se permite ni es necesario un diagnóstico de ambos TDDEA y TND; los individuos que cumplen con los requisitos diagnósticos para el TDDEA también cumplen con los requisitos para el TND.

#### Trastorno explosivo intermitente
El Trastorno explosivo intermitente (TEI) es un trastorno del comportamiento que generalmente se caracteriza por estallidos impulsivos y agresivos que suelen ocurrir rápidamente con poco o ningún aviso y duran menos de 30 minutos debido a una provocación menor. Las personas con TEI tienden a tener episodios menos severos de estallidos verbales y físicos no destructivos entre los estallidos destructivos o asaltantes graves. Estos estallidos deben comenzar no antes de los 6 años y deben ocurrir al menos 3 veces en un período de 12 meses. La diferenciación primaria entre el TEI y el TDDEA es que, en el TDDEA, la irritabilidad persiste constantemente entre los estallidos, mientras que en el TEI, la irritabilidad tiende a centrarse en los estallidos.

#### Trastorno bipolar en niños
El trastorno bipolar es un trastorno del estado de ánimo caracterizado por períodos de depresión o estado de ánimo elevado que duran semanas. Dado que ambos trastornos pueden causar un deterioro funcional considerable, una de las principales diferencias entre el TDDEA y el trastorno bipolar es la periodicidad de los síntomas conductuales. Ambas condiciones pueden comúnmente causar comportamientos peligrosos, ideación suicida o intentos, y agresión severa, posiblemente requiriendo hospitalización psiquiátrica. La irritabilidad y los estallidos en el TDDEA son crónicos y se muestran constantemente casi a diario. Por otro lado, el Trastorno bipolar en niños se caracteriza por episodios maníacos o hipomaníacos distintos que generalmente duran unos días, o unas pocas semanas como máximo, que usualmente pueden diferenciarse del comportamiento basal. El DSM-5 impide un diagnóstico dual de TDDEA y trastorno bipolar ya que el trastorno bipolar en niños solo debe usarse para jóvenes que muestran síntomas clásicos de manía o hipomanía episódica.
Mientras que los individuos con trastorno bipolar típicamente muestran síntomas por primera vez cuando son adolescentes y adultos jóvenes, el TDDEA suele diagnosticarse entre los 6 y 10 años. Aunque el TDDEA es más común que el trastorno bipolar pediátrico antes de la adolescencia, la mayoría de los niños con TDDEA ven una disminución de los síntomas al entrar en la adultez. Los niños con TDDEA tienen más riesgo de desarrollar TDM o trastorno de ansiedad generalizada (TAG) cuando son mayores en lugar de trastorno bipolar.

### Controversia
La creación inicial del diagnóstico de TDDEA en el DSM-5 tuvo el propósito intencionado de abordar el sobrediagnóstico del trastorno bipolar en niños. Sin embargo, se plantearon preocupaciones con el nuevo diagnóstico que abarcan principalmente los posibles efectos negativos de agregar un nuevo diagnóstico infantil (como el aumento del uso de medicamentos o la patologización del comportamiento "normal") y la falta de datos empíricos para el TDDEA. Por un lado, el diagnóstico de TDDEA ha sido criticado por ser demasiado amplio e incluir síntomas de otros diagnósticos, como TND, TDAH, ansiedad y depresión. De manera similar, los criterios diagnósticos para el TDDEA fallaron en las pruebas de campo del DSM-5 con un acuerdo entre clínicos usando la etiqueta TDDEA siendo pobre con un acuerdo cuestionable. De hecho, debido a estas controversias y la superposición de criterios diagnósticos con otros diagnósticos, especialmente el TND, la OMS recomendó no aceptar el TDDEA como su propio código diagnóstico en los códigos ICD-11 y en su lugar colocarlo como un especificador del diagnóstico de TND.

## Tratamiento
La creación del TDDEA como un diagnóstico específico en el DSM-5 tuvo como objetivo, en gran parte, prevenir el diagnóstico erróneo del trastorno bipolar en niños, con la esperanza de evitar la mala gestión de medicamentos en pacientes de salud mental más jóvenes. Curiosamente, estudios recientes indican que los niños diagnosticados con TDDEA tienen un 12,5% más de probabilidades de ser recetados con cualquier medicamento psicoactivo, y un 7,9% más de probabilidades de ser recetados con un medicamento antipsicótico que los niños diagnosticados con trastorno bipolar.
En este momento, el TDDEA no tiene un curso de tratamiento estandarizado ya que se han realizado pocos estudios de tratamiento, por lo que, en su lugar, se utilizan guías de tratamiento de otros trastornos con características similares al TDDEA. Así, los tratamientos para el TDDEA se basan en tratamientos asociados con la irritabilidad en trastornos como TDSEA, TND, trastorno bipolar, ansiedad, TDAH, TDM, trastorno de la conducta o comportamiento agresivo general e incluyen tanto psicofarmacología como psicoterapia, que parecen funcionar. En este momento, el INSM está financiando estudios para mejorar los tratamientos actuales y encontrar nuevos específicamente para el TDDEA.

### Psicofarmacológico
Generalmente, se recomienda que los niños comiencen con psicoterapia primero, aunque en algunos casos se prescribe psicoterapia con psicofarmacología como tratamiento de primera línea. Las tendencias recientes han cambiado hacia la prescripción de antidepresivos, específicamente inhibidores selectivos de la recaptación de serotonina (ISRS), y estimulantes (por ejemplo, metilfenidato) para pacientes con TDDEA. Cabe destacar que estos medicamentos son teóricamente más adecuados para pacientes con TDDEA que aquellos diagnosticados con trastorno bipolar, ya que los antidepresivos y estimulantes pueden arriesgarse a desencadenar estados de ánimo más lábiles o episodios maníacos en pacientes con trastorno bipolar. Los medicamentos estimulantes y antidepresivos se prescriben tanto para el tratamiento de los síntomas del TDDEA como en casos de TDAH y trastornos depresivos comórbidos.
Los antipsicóticos atípicos que son especialmente eficaces con la irritabilidad, específicamente risperidona y aripiprazol, son otra intervención primaria para niños con TDDEA, prescritos en hasta un 58,9% de los pacientes con TDDEA de 10 a 17 años. La risperidona, específicamente, ha mostrado un fuerte efecto sobre el comportamiento agresivo. Por otro lado, el litio, un medicamento antimaniaco, y los medicamentos anticonvulsivos, a menudo implicados en el tratamiento del trastorno bipolar, muestran una reducción moderada de la agresión en niños hospitalizados con trastorno de la conducta, y a menudo se prescriben a niños con TDDEA basados en esta historia. Un medicamento que es tanto antimaniaco como anticonvulsivo, el valproato, ha mostrado un soporte limitado para tratar la desregulación del estado de ánimo vista en el TDDEA. Por otro lado, algunas investigaciones han encontrado que el litio no ha demostrado superar a un placebo en aliviar los signos y síntomas del TDDEA.
La falta de una aprobación específica de la FDA de EE. UU. para cualquier medicamento destinado a tratar el TDDEA hace que los tratamientos de este trastorno sean variables debido a la escasez de datos sobre TDDEA y a la selección de tratamientos basada en otros trastornos mentales. En general, la alta comorbilidad del TDDEA hace que los tratamientos sean complicados, y usualmente se requiere una combinación de psicofarmacología e intervenciones psicoterapéuticas.

### Psicoterapéutico
Los tratamientos psicoterapéuticos, incluyendo terapias conductuales y entrenamiento para padres, son aspectos importantes del tratamiento del TDDEA. Debido a que muchos jóvenes con TDDEA muestran problemas con TDAH y TND, los expertos inicialmente intentaron tratar a estos niños usando la gestión de contingencias, una intervención que involucra enseñar a los padres a reforzar el comportamiento apropiado de los niños y extinguir (usualmente a través de ignorar sistemáticamente o del "tiempo fuera") el comportamiento inapropiado. Aunque la gestión de contingencias puede ser útil para los síntomas de TDAH y TND, esta no parece reducir las características más destacadas del TDDEA, concretamente la irritabilidad y el enojo.
En cambio, algunas pruebas sugieren que la terapia cognitivo-conductual (TCC) puede ser un tratamiento efectivo, especialmente en adolescentes, porque enseña a los niños con TDDEA cómo manejar los pensamientos y sentimientos que causan estados de ánimo deprimidos o ansiosos. La TCC a menudo incluye exponer al niño a situaciones que le causan frustración para permitirles aprender habilidades de afrontamiento sobre cómo tolerar mejor las frustraciones y controlar su enojo y estallidos. De manera similar, la terapia dialéctica conductual para niños preadolescentes (TDC) también puede usarse en niños con TDDEA para ayudarles a regular las emociones para evitar estallidos. Los programas de entrenamiento para padres también son un componente vital en la mezcla de enfoques psicoterapéuticos, especialmente en niños. Tales programas de entrenamiento para padres enseñan a los cuidadores estrategias para anticipar, prevenir y responder al comportamiento irritable y los estallidos de ira para promover la previsibilidad y consistencia y recompensar el comportamiento positivo. Otras posibles intervenciones también incluyen entrenamiento basado en computadora y la terapia de juego Adleriana (TJAd). La intervención de entrenamiento basado en computadora es un enfoque nuevo que actualmente está en sus primeras etapas de investigación, pero se está probando para usar plataformas móviles y basadas en computadora con ciertos síntomas del TDDEA. La TJAd es una terapia que integra técnicas de juego tanto directivas como no directivas como una forma de ayudar a los niños a ensayar cambios en las percepciones, actitudes y comportamientos durante el juego usando lenguaje o metáforas que pueden reducir los comportamientos disruptivos vistos en el TDDEA en el aula.

## Epidemiología
No hay buenas estimaciones de la prevalencia del TDDEA, pero estudios primarios han encontrado una tasa de 0,8–3,3% y una revisión de la literatura estimó una tasa de prevalencia de aproximadamente 1,6% en niños menores de 13 años. Los estudios epidemiológicos muestran que aproximadamente el 3,2% de los niños en la comunidad tienen problemas crónicos con irritabilidad y temperamento, las características esenciales del TDDEA. Estos problemas son probablemente más comunes entre los jóvenes referidos a clínicas. Los padres reportan que aproximadamente el 30% de los niños hospitalizados por problemas psiquiátricos cumplen con los criterios diagnósticos para el TDDEA; el 15% cumple con los criterios basados en las observaciones del personal del hospital.

## Historia
En la década de 1990, los especialistas comenzaron a observar un grupo de niños que mostraban síntomas distintivos, incluyendo hiperactividad, irritabilidad y estallidos de ira severos. Estos patrones de comportamiento interrumpían significativamente sus vidas diarias, impactando sus interacciones en el hogar, la escuela y con sus iguales. En la edición de octubre de 2016 de Shanghai Archives of Psychiatry, Jun Chen et al. describieron en su artículo que, antes de la creación del TDDEA, los niños que mostraban signos de irritabilidad persistente e intensa eran comúnmente diagnosticados con trastorno bipolar. Sin embargo, esta práctica diagnóstica enfrentó controversia entre los expertos debido a la incongruencia de los síntomas con los criterios establecidos para el trastorno bipolar. En consecuencia, muchos niños fueron sometidos a sobremedicación y sobrediagnóstico, destacando la necesidad de un marco más preciso y adecuado para abordar sus desafíos de salud mental. Estudios longitudinales mostraron que los niños con irritabilidad crónica y estallidos de ira a menudo desarrollaban problemas posteriores con ansiedad y depresión, y raramente desarrollaban trastorno bipolar en la adolescencia o adultez.
Inicialmente, un diagnóstico similar, el trastorno de disregulación severa del estado de animo (TDSEA), fue introducido en el DSM-5 para encapsular el fenotipo "amplio" de irritabilidad constante visto en algunos niños diagnosticados con trastorno bipolar.  Este fue creado específicamente para permitir evaluaciones sistemáticas de niños que tenían estallidos de ira recurrentes y continuos y estados de ánimo negativos, y los estudios iniciales apuntaron a predecir el desarrollo del trastorno bipolar en niños con el diagnóstico de TDSEA. De hecho, muchos de los estudios sobre TDSEA fueron utilizados para crear las características principales del TDDEA. En consecuencia, los desarrolladores del DSM-5 crearon una nueva etiqueta diagnóstica, TDDEA, para describir a los niños con irritabilidad persistente y estallidos de ira. En 2013, la Asociación Estadounidense de Psiquiatría (APA) añadió oficialmente el TDDEA al DSM-5 y lo clasificó como un trastorno del estado de ánimo. Para 2018, la tasa de diagnóstico clínico para el TDDEA se volvió más prevalente que la tasa de diagnóstico para el trastorno bipolar en niños de 10 a 17 años. De 2013 a 2018, la tasa de diagnóstico de bipolar en este rango de edad disminuyó significativamente, indicando que muchos niños que habrían sido diagnosticados con trastorno bipolar antes de 2013 ahora están siendo diagnosticados con TDDEA.